# Maasin
Maasin est une ville des Philippines de 4e classe, capitale de la province de Leyte du Sud.
Selon le recensement de 2010 elle est peuplée de 81 737 habitants.
Le président Rodrigo Duterte y est né.

## Barangays
Maasin est divisée en 70 barangays :
- Abgao
- Acasia
- Asuncion
- Bactul I
- Bactul II
- Badiang
- Bagtican
- Basak
- Bato I
- Bato II
- Batuan
- Baugo
- Bilibol
- Bogo
- Cabadiangan
- Cabulihan
- Cagnituan
- Cambooc
- Cansirong
- Canturing
- Canjoum
- Combado
- Dongon
- Gawisan
- Guadalupe
- Hanginan
- Hantag
- Hinapu Daku
- Hinapu Gamay
- Ibarra
- Isagani
- Laboon
- Lanao
- Libertad
- Libhu
- Lib-og
- Lonoy
- Lunas
- Mahayahay
- Malapoc Norte
- Malapoc Sur
- Mambajao
- Manhilo
- Mantahan
- Maria Clara
- Matin-ao
- Nasaug
- Nati
- Nonok Norte
- Nonok Sur
- Panan-awan
- Pansaan
- Pasay
- Pinascohan
- Rizal
- San Agustin
- San Isidro
- San Jose
- San Rafael
- Santa Cruz
- Santo Niño
- Santa Rosa
- Santo Rosario
- Soro-soro
- Tagnipa
- Tam-is
- Tawid
- Tigbawan
- Tomoy-tomoy
- Tunga-tunga

## Démographie
| Année | Habitants | Évolution |
| ----- | --------- | --------- |
| 1995  | 63 746    | -         |
| 2000  | 71 163    | 11,64 %   |
| 2007  | 79 737    | 12,05 %   |
| 2010  | 81 737    | 2,51 %    |